# Хиллер, Иштван
И́штван Хи́ллер (венг. Hiller István; род. 7 мая 1964, Шопрон, медье Дьёр-Мошон-Шопрон, Венгрия) — венгерский политический и государственный деятель, председатель Венгерской социалистической партии (2004—2007), министр культуры (2003—2005), министр образования и культуры Венгрии (июнь 2006 — май 2010). С 6 мая 2014 года — вице-спикер Национального собрания Венгрии. Историк, педагог, доктор наук (1990), профессор (2001).

## Биография
До 1968 года изучал историю и классическую филологию в Будапештском университете.
Продолжил учебу в Германии в Гейдельбергском университете им. Рупрехта и Карла (1987—1988).
В 1990 стал доктором исторических наук, в 1996 — доктором философии. В 1994—2001 преподавал на факультете средневековой и новейшей истории Венгрии Будапештского университета.
В 1995 и в 1997 — научный сотрудник Венского университета. Владеет немецким, латинским, итальянским и античным греческим языками. Женат, имеет двоих детей.
Социалист. В 1989 г. был одним из основателей Венгерской социалистической партии. В 2002—2004 — заместитель председателя ВСП, с 16.10.2004 по 24.02.2007 — председатель социалистической партии.
В апреле 2002 года впервые был избран депутатом Национального Собрания Венгрии, на выборах в 2006 году — переизбран.
С мая 2002 по май 2003 работал на посту госсекретаря Министерства образования. С мая 2003 по февраль 2005 — министр культуры в кабинетах премьер-министров Петера Медьеши и Ференца Дьюрчаня.
9 июня 2006 назначен министром образования и культуры Венгрии в правительстве Ференца Дьюрчаня. Сохранил за собой этот пост в следующем правительстве Гордона Байнаи мая 2010 года.